# Années 550
Les années 550 couvrent la période de 550 à 559.

## Événements

### Asie
- Vers 550 :
  - début en Inde de la dynastie Pratihâra de Mandavyapura (Mandore) et dans le sud du Gujerat, décrite par les inscriptions de Bauka en 837 à Jodhpur et de Kakkuka à Ghantiyala (ou Ghatiyala) en 861[1].
  - fin de l’empire Gupta en Inde. Le royaume de Magadha est dirigé jusqu’au VIIIe siècle par une dynastie Gupta qui ne semble pas avoir de parenté (le premier nom de roi connu est celui de Krishnagupta, vers 490-505). De nombreuses dynasties locales reprennent de l’importance, comme celle des Maitrakas (en) dans le Gujerat ou celle des Vardhana (en) à Thanesar (en)[2].
  - au Cambodge, le Chenla (ou Zhen-la), pays des Kambujas, ancêtres des Khmers, prend son indépendance vis-à-vis du Funan, en déclin, qu'il annexent en 598[3].

- 551–554 : en Corée, le Silla et le Paekche attaquent conjointement le Koguryo et se partagent le territoire de la vallée du Han ; en 553, le Silla se retourne contre son allié et domine toute la région. Le roi Sŏng du Koguryo réagit, mais il et battu et tué à la bataille de Kwansan en 554. En 562, le Silla conquiert le Kaya, et s’empare de territoires autour de Séoul[4]. Les trois États ont une culture forte et distincte. Le Koguryo excelle dans l’art militaire, le Silla met en place des institutions sociales et politiques plus durables. Le Paekche entretient des relations avec la Chine et le Japon et développe une grande civilisation, mais il est faible politiquement et militairement.
- 552[5]-645/710 : période Asuka au Japon après l'introduction officielle du bouddhisme au Yamoto (ou 538-710)[6].
- 552-555, Asie centrale : fin de l'empire Ruanruan, remplacé par l'empire Köktürks[7].
- 558-561 : le roi sassanide Khosro détruit le royaume des Huns hephtalites au nord de l'Oxus[8] avec l’aide des Köktürks ; Perses et Turcs se partagent la région de part et d'autre du fleuve[9].

### Europe

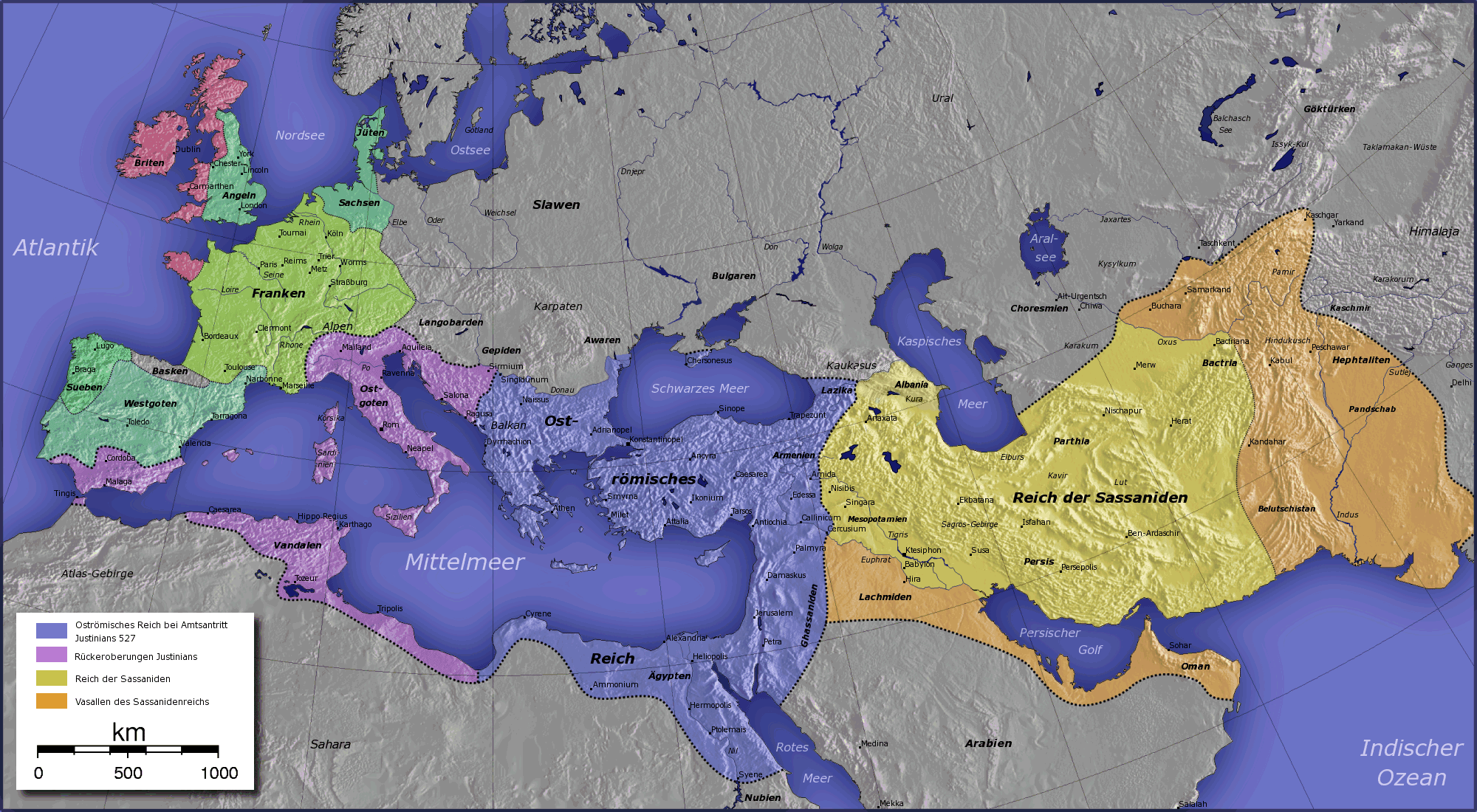
Europe et Proche-Orient vers 550.

- 550-560 : apogée de l’émigration bretonne en Armorique, qui prend le nom de Bretagne[10].
- 551 : première mention des Bavarois par le chroniqueur Jordanès. Les Bavarois (Bavarii, Baioras ou Bajuvares), issus d’un mélange de peuples germaniques (Alamans, Juthunges, germains de l'Elbe, Marcomans, Suèves du Danube, Skires, Rugiens, Thuringiens, puis après 555/556 des Lombards et des fragments de population germaniques comme des Goths et autres Germains orientaux chassés d'Italie[11]), sont un peuple de paysans vivant dans des fermes isolées ou en hameaux, hommes libres faisant travailler des esclaves, prisonniers de guerre slaves ou issus d’anciennes populations romanisées. Ils habitent la Haute-Autriche à l’ouest de l’Enns, jusqu’à la région de Salzbourg et au Tyrol : le premier duché de Bavière fondé par Garibald vers 555[12].
- 551-552 : l'Empire byzantin occupe l’Italie[13].
- 552-554 : l'Empire byzantin annexe la Bétique[13].
- Entre 552 et 557 : Radegonde fonde le monastère de Sainte-Croix de Poitiers[14].
- 553 : deuxième concile de Constantinople[13].
- Vers 553 ou 554 : introduction du ver à soie dans l’empire byzantin[15].
- 554 : Pragmatique Sanction de Justinien[13].
- 555 : première mention des Avars (proto-mongols) en par des sources syriennes (le pseudo-Zacharie le Rhéteur. Installés sur la Volga, il offrent leurs services à l’empire byzantin (558). Justinien leur paye tribut pour qu’ils combattent Slaves et Bulgares[16].
- 557 : trêve entre la Perse et l'empire byzantin[13].
- 558 : recrudescence de la peste de Justinien à Constantinople[17].
- 558-559 : incursion des Bulgares contre l'Empire byzantin[18].

## Personnages significatifs
- Athanagild
- Bélisaire
- Bumin
- Cassiodore
- Clotaire Ier
- Justinien
- Martin de Braga
- Narsès
- Pélage Ier
- Radegonde
- Totila